# Штампујит
Штампујит је техника декоративног веза „по писму“ којим се у Неготинској Kрајини и приобаљу Дунава украшава свечана женска ношња. Штампујит је 2023. године  уврштен у Национални регистар нематеријалног културног наслеђа у Србији.

## Техника израде веза
Штампујит је врста веза који се изводи техником омчастог бода на плишу,  којим се украшава свечана женска ношња, најчешће влашка народна ношња. Техником штампујит декоришу се задње прегаче (опрег), предње кецеље (присталка), свечане сукње (крацан) и ободи и предња вертикала на мање свечаним тканим сукњама (фистан).
Техника штампујит је добила име због начина преношења шаре која је налик штампању.Ова врста веза се изводи вертикалном убодном полумеханичком иглом различите дебљине (нумерације), тако што се на црном плишу, према исцртаној шеми, везе изразито декоративна шара, са доминантним флоралним мотивима, претежно у црвеној и зеленој боји. Густим убодима, тананим концем, на наличју тканине према шеми гради се шара на црном плишу спреда. Главни декоративни елементи су флоралног карактера, а најчешће је то раскошна ружа која се понавља у бокорима или букетима.

## Историја
Ова техника веза је у подунавски део Србије стигла из западне Европе у другој половини 19. и почетком 20. века. У ове крајеве су је пренеле и донеле жене које су са својим супрузима, бродарима, заједно пловиле Дунавом, на релацији од Радујевца, преко Будимпеште па све до Беча.  Трговина воденим путем – Дунавом, као и размена добара у то доба била изузетно жива у овом крају. Такав вид трговине и комуникације битно је утицао и на ношњу Влаха у овом подручју. Нова фаза декорације свечане женске ношње Влаха у дунавском приобаљу и Тимочкој крајини, настаје након сусрета са западном културом и новим занатским техникама.
У прошлости су, делови женске ношње влашког и српског становништва са простора приобаља Дунава, Неготинске и Тимочке Крајине, израђивани од вуне, затим украшавани тракама од плиша са извезеним флоралним мотивима, а током XX века појављују се и поједини комади који су у целини начињени од плиша. Увођење плиша у израду ношње резултат је друштвених промена, а његова употреба одражава материјални статус породице.